# Рудња
Рудња (рус. Рудня) град је на западу европског дела Руске Федерације и административни центар Рудњанског рејона Смоленске области.
Према процени из 2014. у граду су живела 9.803 становника

## Географија
Град Рудња налази се у најзападнијем делу Смоленске области, на око 15 км западно од границе са Белорусијом и на око 20 км од белоруског града Љозне. Град Смоленск који је административно средиште области удаљен је око 68 км у правцу југоистока. Град је смештен у географској регији Витепско побрђе на надморској висини од 190 км, а кроз њега протиче река Мала Березина, лева притока реке Березине (део басена реке Дњепар и Црног мора).

## Историја
Први писани помени о насељу датирају из 1363, а оно се помиње под именом Родња (Родня), а чији назив води порекло од корена речи род што означава плодност и богатство.
До интензивнијег развоја насеља долази тек у другој половини XIX века када је кроз насеље прошао друм који је повезивао Смоленск са Витепском (1856) и пруга на деоници Рига—Орел (1868). Пруга је касније продужена до данашњег Волгограда (тада Царицин).
Град је значајан по томе што се у његовој околини 14. јула 1941. одиграла битка између совјетских и немачких трупа (у Другом светском рату) у којој је по први пут у историји ратовања употребљен совјетски вишеракетни бацач „катјуша“. У знак сећања на тај датум у средишту града се налази споменик посвећен том оружју.
Административни статус града Рудња има од 1926. године.

## Демографија
Према подацима са пописа становништва 2010. у граду је живело 10.030 становника, док је према проценама за 2014. град имао 9.803 становника.
| 1897. | 1959. | 1970.  | 1979.  | 1989.  | 2002. | 2010.  | 2014. |
| ----- | ----- | ------ | ------ | ------ | ----- | ------ | ----- |
| 4.100 | 8.152 | 10.438 | 11.019 | 11.032 | 9.853 | 10.030 | 9.803 |

## Саобраћај
Кроз град пролази важан аутопут и железница који повезују градове Оршу и Смоленск са Витепском .

## Привреда
Рудња је центар прехрамбене индустрије тог дела Смоленске области, а у граду ради и фабрика за производњу стакла „Росевроглас“ која се између осталих специјализовала за производњу посебних хемијско-лабораторијских стаклених посуда.